# František Smetana (Musiker)
František Smetana (* 8. Mai 1914 in Ohnišťany; † 25. November 2004 in Prag) war ein tschechischer Cellist und Musikpädagoge.
Smetana hatte zunächst Violinunterricht, bevor er zehnjährig zum Cello wechselte. Er studierte am Prager Konservatorium und an der École Normale de Musique de Paris. Neben Auftritten als Solist arbeitete er regelmäßig mit der Pianistin Dolly Urbánkova zusammen, die 1940 seine Ehefrau wurde. Außerdem spielte er in mehreren kammermusikalischen Formationen wie dem Tschechischen Nonett, dem Smetana-Trio, dem Prager Trio und dem Tschechoslowakischen Quartett.
1948 wurde Smetana wegen Kontakten zu westlichen Diplomaten zu einem Jahr Gefängnis verurteilt. Anfang der 1960er Jahre verließ er die Tschechoslowakei und folgte er einer Einladung der jamaikanischen Regierung, und 1966 ging er in die USA, wo er als Hochschullehrer wirkte. Erst in den 1990er Jahren kehrte er in seine Heimat zurück.